# F/A
『F/A』（エフ・エー）は、1992年10月にナムコが発売した業務用ビデオゲーム。16種類の戦闘機から選択して、敵に立ち向かう縦スクロールシューティングゲームである。
使用基板はNA-1で、NA-1では数少ない縦画面およびスクロールゲームとなっている。
F/Aとは、現実の戦闘機（参考：F/A-18）と同じくそれぞれFighter、Attackerの頭文字であり、日本国外版のタイトルはこれに準じて『Fighter&Attacker』（ファイター アンド アタッカー）となっている。

## 概要
F/A-18などの実在の戦闘機をプレイヤーキャラクターに据えたシューティングゲーム。ゲームシステムは同ナムコの『ゼビウス』『ドラゴンスピリット』を踏襲したシンプルな内容で、ボンバー、パワーアップなどのシステムは用意されていない。そのためこれらの作品の正統進化の一つと捉えられる。
シューティングゲームとしてはオーソドックスな内容だが、細江慎治・相原隆行作曲のハードコアテクノによるBGMは本作を強く特徴付けている。

## ゲームシステム
1レバー+2ボタン（対空ショット、対地ショット）で操作。ゲーム開始時に16機の機体から1機を選択してゲームスタート。全8面。
敵弾や敵機に接触した場合、画面下側に表示されているアーマーゲージが1セグメント減少する（初期値は3セグメント）。アーマーゲージが0になるとゲームオーバー。標準設定においてスコアが12万点・36万点に到達すると、アーマーを1セグメント回復できる。ノーダメージのままそれぞれのスコアに到達すると、セグメント自体が1つ増加する。つまり、アーマーゲージは最大5セグメントとなる。
特定の位置を対地攻撃、戦車や2面・8面で特定の空中敵キャラクターを破壊すると、得点アイテムである捕虜が出現。接触すると獲得できる。ステージ終了時に清算され、1個あたり2000点のボーナス得点が加算される。
ゲームオーバー地点からのコンティニュープレイができる。この時、それまでに獲得した捕虜の数はクリアされる。また、絨毯爆撃の援護（2秒程度のエフェクト）が入り、画面上の敵が殲滅された状態で再開する。

### 自機
自機は以下の要素で構成されている。2人プレイ時でも同機体を選択することもできる。
- 6種類のいずれかの対空ショット性能（各性能の大きな違いは、ショットの数(Way数)、範囲、ボタン押しっぱなしで連射可能か否か）
- 以下の3種類のいずれかの対地ショット性能
  - 「A.S.M.」：ミサイル。地上の敵を敵をロックオンし追尾(ホーミング)する。追尾機能がある代わりに、威力は「B.」よりは劣る。
  - 「B.」：爆撃。投下した地点から爆風で直線状に攻撃する。単発で狙いを定める必要はあるが、威力は3種類の中で一番高い。
  - 「Vulcan(Gatling)」：対地ガトリング。一定地点まで連射で攻撃する。威力こそ3種類の中で一番低いものの、連射が効く上に射程内なら全ての地上の敵にダメージを与えることができる。また、撃ち込む都度撃ち込み点が発生するため、スコア稼ぎにおいて有利。
- 3段階（6～8段階）のいずれかの自機移動速度

また、機体の大きさ（当たり判定）も自機によってそれぞれ異なる。自機にはそれぞれ国籍が設定されている。
| 連射   | カテゴリ  | 国籍               | 戦闘機名                   | 対空ショット        | 対地ショット | 速度 |
| ------ | --------- | ------------------ | -------------------------- | ------------------- | ------------ | ---- |
| Single | 6-WAY     | 日本の旗           | F-15J "Eagle"              | x4 A.A.M. x2 Vulcan | x1 3000lb B. | 6    |
| Single | 6-WAY     | アメリカ合衆国の旗 | YF-23A                     | x6 A.A.M.           | x2 A.S.M.    | 6    |
| Single | 6-WAY     | スウェーデンの旗   | JA-37 "Viggen"             | x4 A.A.M. x2 Vulcan | x1 Vulcan    | 7    |
| Single | 5-WAVE    | アメリカ合衆国の旗 | F-16AFTI "Fighting Falcon" | x2 A.A.M. x2 Vulcan | x1 1000lb B. | 7    |
| Single | 5-WAVE    | アメリカ合衆国の旗 | YF-22A "Lightning II"      | x4 A.A.M.           | x2 A.S.M.    | 6    |
| Single | 5-WAVE    | アメリカ合衆国の旗 | F-14D "Tomcat"             | x4 A.A.M.           | x1 Vulcan    | 7    |
| Single | STRAIGHT  | 日本の旗           | F-4EJ "Phantom II"         | x4 A.A.M.           | x1 2000lb B. | 6    |
| Single | STRAIGHT  | アメリカ合衆国の旗 | A-6E "Intruder"            | x4 Vulcan           | x2 A.S.M.    | 6    |
| Single | STRAIGHT  | イギリスの旗       | Harrier GR.5               | x4 Gatling          | x1 Gatling   | 8    |
| Rapid  | SEMI-AUTO | アメリカ合衆国の旗 | F/A-18E "Hornet"           | x2 A.A.M x4 Vulcan  | x1 2000lb B. | 7    |
| Rapid  | SEMI-AUTO | フランスの旗       | Tornado IDS                | x2 A.A.M x4 Vulcan  | x2 A.S.M.    | 6    |
| Rapid  | SEMI-AUTO | フランスの旗       | Rafale                     | x2 A.A.M x4 Vulcan  | x1 Vulcan    | 7    |
| Rapid  | AUTO      | フランスの旗       | Mirage 2000                | x6 Vulcan           | x1 1000lb B. | 6    |
| Rapid  | AUTO      | アメリカ合衆国の旗 | X-29                       | x6 A.A.M            | x2 A.S.M.    | 6    |
| Rapid  | AUTO      | アメリカ合衆国の旗 | A-10A "Thunder bolt II"    | x6 Gatling          | x1 Gatling   | 6    |
| Rapid  | FULL-AUTO | アメリカ合衆国の旗 | F-117A                     | x6 Vulcan           | x2 2000lb B. | 6    |

## 音楽
全編を通して細江慎治・相原隆行作曲によるハードコアテクノが使用された。ゲームミュージックに徹底したテクノミュージックを取り入れたことへの影響は大きく、本作の登場以後、他社の作品にもテクノを取り入れた作品が多く見られるようになり、ナムコ自体も『リッジレーサー』『ニューマンアスレチックス』『余命検索サービス X-DAY』などに続くテクノミュージックの一時代を築き上げた。
- この方向性を象徴するように、本作のサウンドトラックはテクノミュージシャンの影響を大きく受けた、飛行中の戦闘機パイロットの頭部画像が重ねられていたサイケデリックなジャケットとなっている。
- 『テクニクビート』では、本作の1面BGMのアレンジBGMがプレイ曲として収録されている。
- OMYのアルバム「Oriental Magnetic Yellow」の冒頭ではゲームセンターの環境音として本作の1面BGMが聞こえる（YMOの「Yellow Magic Orchestra」の「コンピューター・ゲーム “サーカスのテーマ”」へのオマージュ）。
- 後述のスィープレコードからのサウンドトラック発売を記念し、23年目にして初のクラブイベント「F/A -Music Assault-」が、2015年3月1日に開催された。

### 音盤への収録
- ビクター音楽産業「ナムコ・ゲームサウンド・エクスプレス Vol.7」（オリジナルバージョン）
- ビクター音楽産業「ビデオ・ゲーム・グラフィティ Vol.8」（GULT DEPによるアレンジ。「ナムコ グラフィティコレクション ベスト10」にも収録）
- ポニーキャニオン「Oriental Magnetic Yellow/OMY」（効果音的な使用）
- 5pb.「ファミソン8BIT☆アイドルマスター 02 天海春香 / 星井美希」（Urakenによるアレンジ）
- スィープレコード「テクニクビート サウンドトラック」（佐宗綾子によるアレンジ）
- スィープレコード「細江慎治 WORKS Vol.4 〜F/A〜」（オリジナルバージョン新録音）
- スィープレコード「細江慎治 WORKS Vol.4α 〜F/A REMIX〜」（作曲者による全曲リミックス）

## その他
縦画面のゲームであるため、テストモードで画面反転設定を行なうことができるが、反転モードで動かすとボス出現時などの処理落ちが顕著になる。
テストモードでアトラクト音をオフにする設定があるが、効果音と音声は切れない。

## 移植版
| No. | タイトル                   | 発売日        | 対応機種                      | 開発元               | 発売元     | メディア                                |
| --- | -------------------------- | ------------- | ----------------------------- | -------------------- | ---------- | --------------------------------------- |
| 1   | アーケードアーカイブス F/A | 2024年5月15日 | PlayStation 4 Nintendo Switch | ハムスター(移植担当) | ハムスター | ダウンロード （アーケードアーカイブス） |

### PlayStation 4/Nintendo Switch版
アーケードアーカイブスの1作品として配信。家庭用初移植かつアーケードアーカイブス10周年記念タイトル。
当移植版の特徴として、基板でモニター反転機能を使用した際の処理落ちの挙動を再現する機能を設定可能のほか、対空ショット・対地ショットの連射を4段階から設定することが可能。
ハイスコアモードに関しては、ALL(全機体)、6-WAY、5-WAVE、STRAIGHT、SEMI-AUTO、AUTO、FULL-AUTOの7部門別に集計される仕様となっている。